# Ralph Todd
Ralph Todd (* 1856; † 1932) war ein englischer Genre- und Porträtmaler des Spätimpressionismus und ein Vertreter der Newlyn School, einer Künstlerkolonie des späten 19. und frühen 20. Jahrhunderts. Todd malte bevorzugt mit deckenden Wasserfarben.

## Leben und Werk

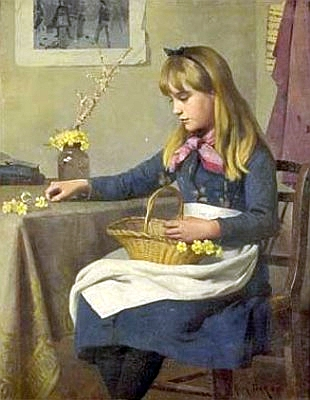
Primrose Day (1885)

Ralph Todd studierte wie viele seiner späteren Malerkollegen in Holland, Belgien und Paris. Von 1882 bis 1883 hielt er sich für Malstudien in der Bretagne auf, wo er in Quimperlé im selben Hotel wie Stanhope Forbes wohnte. Die beiden freundeten sich an und verbrachten die nächsten Monate gemeinsam ihre Zeit. 1883 ließ er sich in Newlyn in Cornwall nieder, wo sich 1882 schon Walter Langley und Edwin Harris angesiedelt hatten. In den nächsten Jahren folgten Percy Robert Craft, Frank Bramley, Thomas Cooper Gotch, Albert Chevallier Tayler und Stanhope Forbes. Es bildete sich eine Künstlerkolonie, die unter dem Namen Newlyn School bekannt wurde. Mitte der 1890er Jahre verließ Todd Newlyn und zog nach St Keverne, teilte sich aber mit Malerkollege Frederick Millard ein Studio in Newlyn. Später zog Todd nach Helston, wo bis zu seinem Lebensende blieb. Hier schuf er auch Gemälde unter dem Pseudonym Rupert Meneage, vermutlich weil er in Helston in der Meneage Street wohnte. Todd konnte seine Werke in zahlreichen Galerien ausstellen, darunter die Royal Academy of Arts, die Royal Society of British Artists, das Royal Institute of Oil Painters, das Royal Institute of Painters in Water Colours, die Liverpooler Walker Art Gallery und die Manchester Art Gallery. Zu seinen bekanntesten Ölgemälden zählt Primrose Day von  1885, das sich heute im Penlee House in Penzance befindet. Sein Sohn Arthur Ralph Middleton Todd wurde ebenfalls Künstler und später Mitglied der Royal Academy of Arts und der Royal Society of Painters in Water Colours, der späteren Royal Watercolour Society.